# Petrell suau
El petrell suau (Pterodroma mollis) és un ocell marí de la família dels procel·làrids (Procellariidae), d'hàbits pelàgics que cria a l'Atlàntic Sud, a les illes de Madeira, Cap Verd i Tristan da Cunha, a l'Índic Sud, a Kerguelen i Sant Pau. Es dispersa per aquests oceans meridionals.